# Tengwar

Primer article de la Declaració Universal dels Drets Humans escrit en anglès amb tengwar

La inscripció a l'Anell Únic, escrit en la Llengua Negra de Mórdor emprant tengwar

Les tengwar o tîw (que es tradueixen com: lletres) són una escriptura artificial inventada per J.R.R. Tolkien. En les seves obres nombroses llengües a la Terra Mitjana, com el quenya o el sindarin empren l'escriptura tengwar, inventada per l'elf nyold Fëanor. Realment no es tracta de la forma d'escriptura més antiga, ja que les sarati (en singular: sarat) i les cirth o runes són milers d'anys més antigues. Els elfs foren qui empraren més habitualment aquest sistema d'escriptura, ja que permet moltes formes de cal·ligrafia i una escriptura estilitzada i fina amb la ploma.
Les tengwar són un sistema d'escriptura alfabètic, i poden ésser emprades per escriure qualsevol idioma. A cada forma d'escriure una llengua amb els tengwar se l'anomena mode.

## Història
Tolkien va concebre probablement els tengwar entre el 1920 i el 1930. Una breu inscripció en tengwar figura sobre una de les il·lustracions que ell efectuà per la seva novel·la El hòbbit, apareguda el 1937. Però és sobretot El Senyor dels Anells, publicat el 1954-1955 (la primera edició), qui fa conèixer aquesta forma d'escriptura cursiva. Els tengwar són utilitzats en la representació del poema (en llengua negra) que figura sobre l'Anell Únic forjat per Sàuron i per les inscripcions (en sindarin) que corren sobre el frontó de les portes de Durin al llindar de Mòria. Una descripció detallada del sistema és inclosa en l'apèndix E d'El Senyor dels Anells. Les pàgines de guàrdia d'El Senyor dels Anells comprenen igualment un curt text anglès transcrit en tengwar i en cirth, un altre alfabet inventat per Tolkien, sobre benes en alt i en baix de la pàgina.

## Descripció

### Lletres
La característica mès notable de l'escriptura tengwar ès que les lletres corresponen al tret distintiu del so que representen.